# Ryde (LGA)
City of Ryde is een Local Government Area (LGA) in Australië in de staat New South Wales en behoort tot de agglomeratie van Sydney. City of Ryde telt 104.955 inwoners. De hoofdplaats is Ryde.